# Pravo na život
Pravo na život je poštovanje ljudskog života kao središte zaštite ljudskih prava. Pravo na život ili neprikosnovenost života je elementarno pravo čovjeka, koje se priznaje u svim ustavima, nalazeći se najčešće na početku dijela o ljudskim i građanskim pravima. Garantirano je i međunarodnim dokumentima o pravima čovjeka, gdje je, na primjer u Paktu o građanskim i političkim pravima, označeno kao urođeno pravo svakog ljudskog bića na život.

## Karakter
Pravo na život ima apsolutni karakter jedino u državama u kojima je ustavom zabranjeno izricanje smrtne kazne. Upadljiva je, međutim tendencija, da se u svijetu povećava broj država, koje izričito zabranjuju smrtnu kaznu ili izrečene osude na kaznu smrti ne izvršavaju.

## Međunarodni dokumenti
U međunarodnim dokumentima o ljudskim pravima također se zabranjuje smrtna kazna ili se države obavezuju, da neće izvršavati smrtne kazne i da će poduzimati mjere, da ovu kaznu uklone iz svojih zakona, pod rezervom njenog zadržavanja za vrijeme rata. Što se i navodi u Europskoj konvenciji.
```
Nitko ne može biti namjerno lišen života, osim prilikom izvršenja presude suda, kojom je osuđen za zločin za koji je ova kazna predviđena zakonom. 
```

Vijeće Europe je 1983. usvojilo Protokol br. 6 uz Europsku konvenciju kojim se potpisnice obavezuju, da ukinu smrtnu kaznu za sva krivična djela, osim onih koja su izvršena za vrijeme rata i neposredne ratne opasnosti i Protokolom br. 13 od 2002. ukida se smrtna kazna, bez ikakvih ograničenja ili odstupanja za vrijeme rata ili neposredne opasnosti.
Lišavanje života ne smatra se protivnim Europskoj konvenciji ako proistekne iz upotrebe sile, koja je apsolutno nužna:
- 1. radi obrane neke osobe od nezakonitog nasilja
- 2. da bi se izvršilo zakonito hapšenje ili spriječio bijeg osobe zakonito lišenog slobode
- 3. prilikom zakonitih mjera koje se preduzimaju u cilju suzbijanja nereda ili pobune.

## Pravo na život u Ustavu Hrvatske
Ustav Republike Hrvatske u članku 21. kaže: 
```
"Svako ljudsko biće ima pravo na život. U Republici Hrvatskoj nema smrtne kazne."
[
1
]
```